# Siedenburg
Siedenburg là một đô thị thuộc the huyện Diepholz, trong bang Niedersachsen, Đức. Đô thị này có diện tích km². It is situated cự ly khoảng 20 km về phía tây của Nienburg.
Siedenburg là thủ phủ của Samtgemeinde ("đô thị tập thể") Siedenburg.